# Pilobolus longipes
Pilobolus longipes är en svampart som beskrevs av Tiegh. 1878. Pilobolus longipes ingår i släktet slungmögel och familjen Pilobolaceae.   Inga underarter finns listade i Catalogue of Life.